# Estadio Parque Capurro
Das Estadio Parque Capurro, auch als Parque Capurro bekannt, ist ein Fußballstadion in der uruguayischen Hauptstadt Montevideo.
Das 10.000 Zuschauer fassende, auf städtischem Grund stehende Stadion befindet sich im montevideanischen Barrio Capurro - Bella Vista an der Calle Juan Ma. Gutierrez 3454 nahe der Rambla. Dies eröffnet den Blick aus der Sportstätte auf den Río de la Plata. Das Stadion dient dem Verein CA Fénix als Heimspielstätte. Der Bestand des Stadions ist derzeit nicht gesichert, da das Stadiongelände von der beabsichtigten Durchführung einer umfangreichen Infrastrukturmaßnahme seitens der Intendencia Municipal de Montevideo (IMM) im Zuge der Umsetzung des Plan de Ordenamiento Territorial (POT) mitumfasst ist.